# کفاز
کفاز یک روستا در ایران است که در دهستان درح واقع شده‌است. کفاز ۲۳۵ نفر جمعیت دارد.